# 양치기의 지팡이

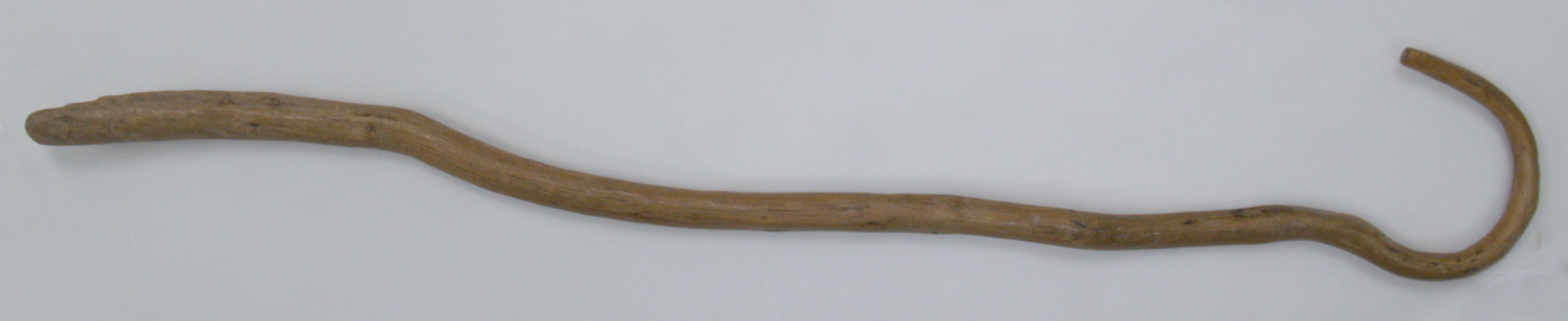
양치기의 지팡이

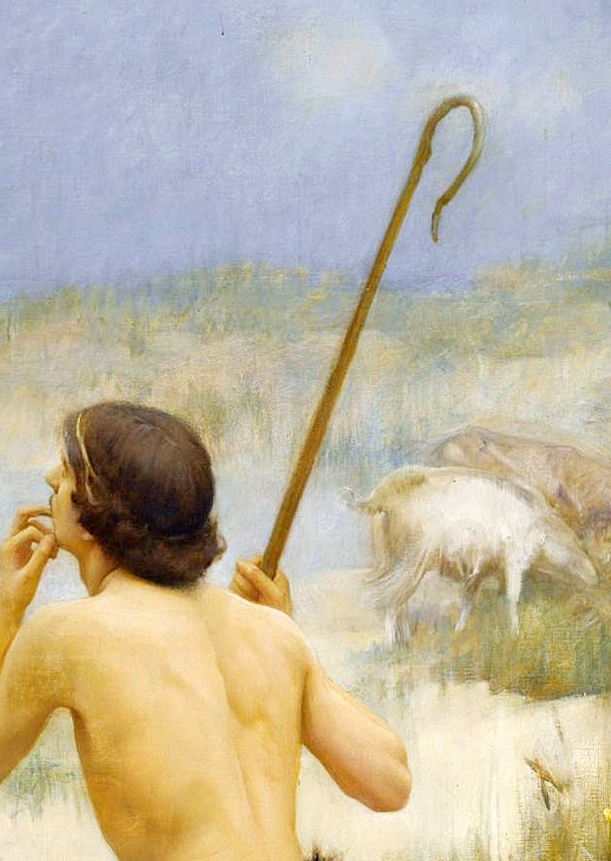
아서 해커가 그린 The Sea-Maid에 그려진 양치기의 지팡이

양치기의 지팡이(영어: Shepherd's crook)는 한쪽 끝에 갈고리가 달린 길고 튼튼한 막대기로, 일반적으로 갈고리의 끝이 바깥쪽으로 휘어져 있으며, 양치기가 양을 관리하거나 잡는 데 사용한다. 또한, 갈고리는 포식자의 공격으로부터 방어하는 데 쓰이기도 하며, 험한 지형을 지날 때는 균형을 잡는 데도 쓰인다. 양치기들은 길을 잃은 양이나 숨어있는 포식자를 찾을 때 긴 지팡이를 사용하여 두꺼운 덤불을 가르기도 한다.

## 상징적 용도
갈고리라는 혁신적 도구는 쓰러진 동물의 목이나 다리에 이를 걸어 끌어올리는 데 용이하다. 이러한 이유로, 지팡이는 기독교의 주교 지팡이를 포함하여 돌봄의 종교적 상징(특히 어려운 상황에서)으로 사용되어 왔다.
의학에서 '셰퍼드 크룩'(shepherd’s crook)이라는 용어는 비정상적으로 높고 구불구불한 경로를 따르는 오른관상동맥을 설명하는 데 사용된다. 약 5%의 유병률을 갖는 이 변이체는 혈관성형술 시술에서 기술적 문제를 발생시킨다.
히브리 문자인 '라메드'(Lamedh)는 원래 양치기의 지팡이나 막대기를 나타내는 데서 유래했는데, 여기서 라틴 문자 L이 진화했다.
고대 그리스인들은 양치기의 지팡이를 κορύνη, λαγωβόλον, καλαῦροψ라고 불렀다. 고대 그리스 예술에서 이 지팡이는 판이 손에 쥐고 있는 모습이 종종 보이기도 하며 또한 목가적 시의 뮤즈인 탈리아의 일반적인 속성이기도 하다.
또한 양치기의 지팡이와 농기구인 도리깨는 파라오의 권위를 상징한다.

## 갤러리

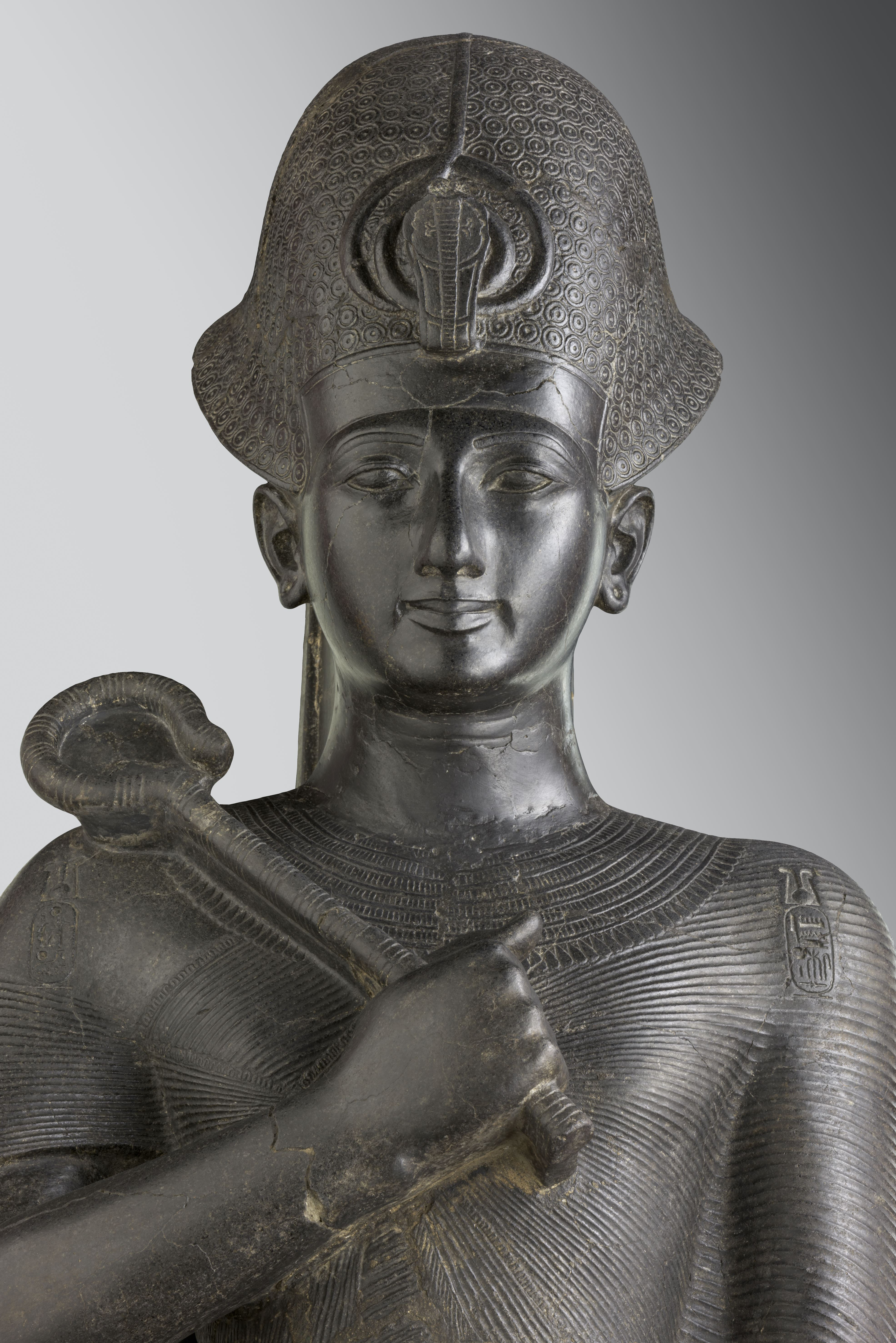
양치기의 지팡이와 도리깨를 들고 있는 람세스 2세, 이지오 박물관
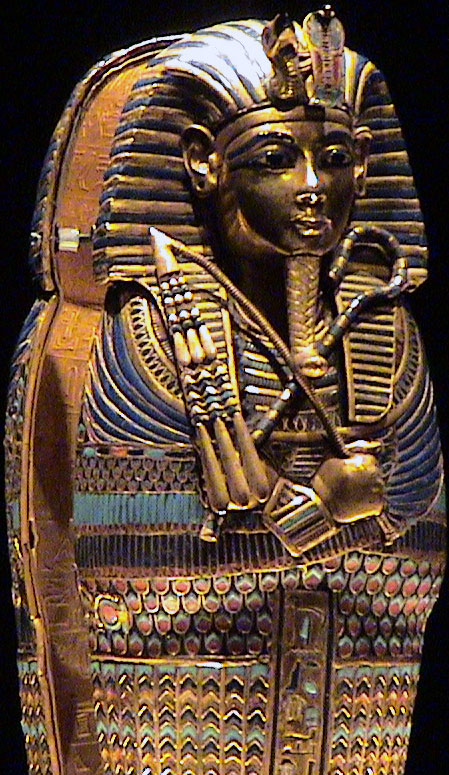
투탕카멘의 관에 있는 양치기의 지팡이와 도리깨
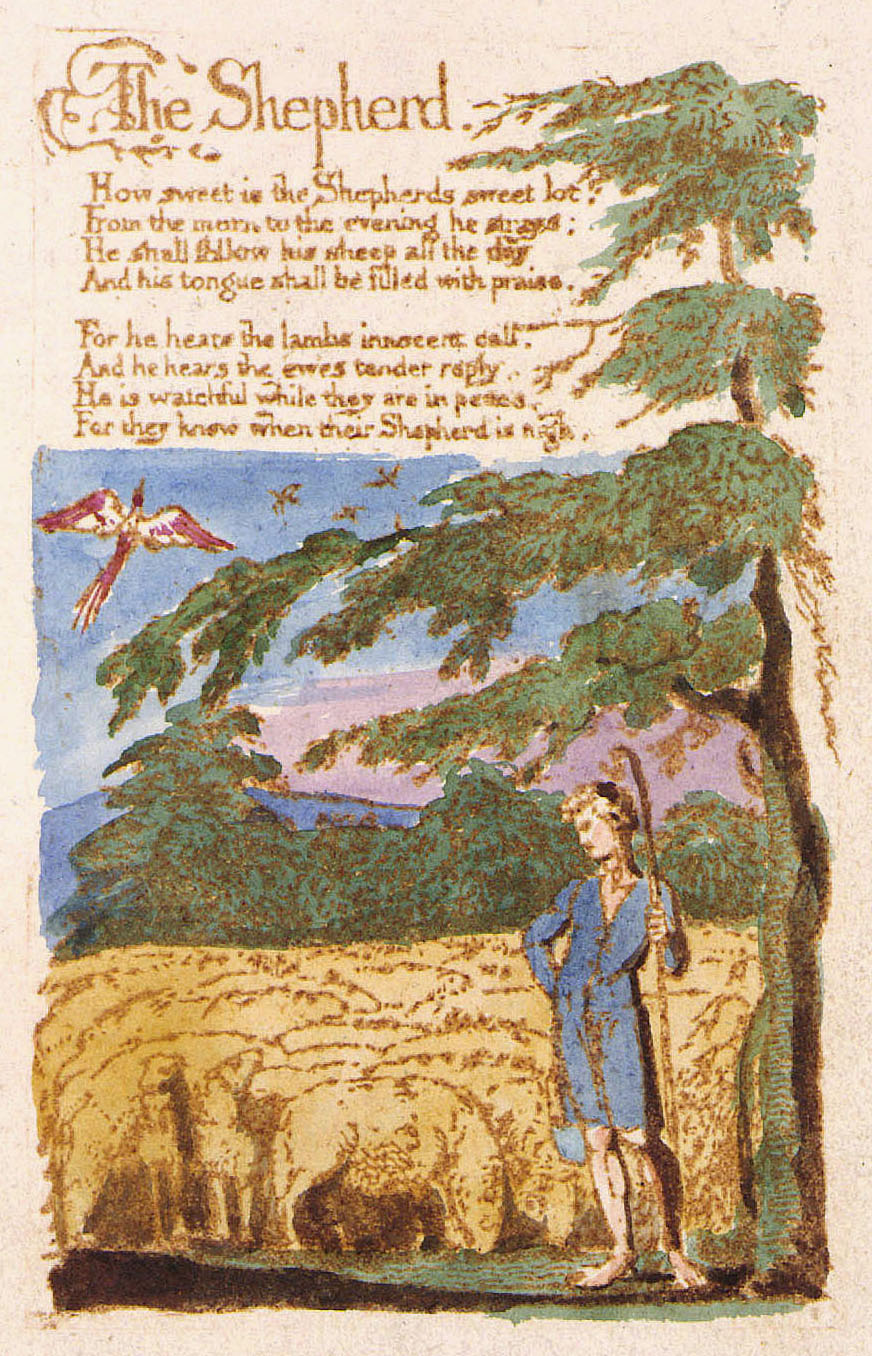
윌리엄 블레이크가 그의 시 "양치기"를 위해 손으로 그린 판화에는 양치기가 양치기의 지팡이와 함께 양떼를 지켜보는 목가적인 장면이 묘사되어 있다. 이 이미지는 1789년에 인쇄되고 채색된 사본 B를 나타낸다. 이 이미지는 1789년에 인쇄되고 채색되어 현재 미국 의회도서관이 소장하고 있는 B사본이다.